# Interviú
Interviú fou una revista setmanal espanyola fundada el 1976 per Antonio Asensio Pizarro, fet que va donar origen al Grup Zeta. La proposta editorial va ser pensada i creada per Josep Ilario. Aquesta revista va reeixir amb l'erotisme. No obstant això, no va ser una publicació important pel destape, sinó perquè va revolucionar el periodisme estatal amb una fórmula en la qual barrejava l'interès humà, l'escàndol social o polític, la primícia i un tractament molt dinàmic, que va sacsejar les rutines de treball habituals.
La seva intenció era, en el context de la transició espanyola, crear una revista d'investigació que es convertís en referent de la premsa espanyola. Però va ser la primera publicació espanyola que mostrava dones en topless, iniciativa motivada per la llibertat d'expressió aleshores instaurada. Aquestes dones eren famoses espanyoles i estrangeres, moltes de les quals dels cercles de la premsa rosa. Si la coberta amb la seva famosa nua (Pepa Flores, Marisol) va representar una ruptura amb el franquisme, els reportatges publicats per Interviú van forjar el seu actual prestigi.
El 1977 va ser la primera revista espanyola a entrevistar un cap de govern durant la transició, Adolfo Suárez. El 1980 va revolucionar el periodisme a Espanya amb un reportatge sobre l'assassinat als marquesos d'Urquijo. I les successives revelacions sobre els escàndols del govern de Felipe González (corrupció política i terrorisme d'Estat) van demostrar el poder de la premsa. Altres exclusives són la difusió de vídeos i fotos de la presa de l'Illa Perejil o de la Guerra d'Iraq, així com la localització de Francisco Paesa a París al novembre de 2005. Interviú destaca per una línia que s'inclina cap a l'esquerra. El seu director actual és Manuel Cerdán.
L'any 2008 la revista va obtenir el Premi males pràctiques en comunicació no sexista que atorga l'Associació de Dones Periodistes de Catalunya.
El juny del 2010 Jesús Vázquez va ser el primer home a sortir en portada de la revista, i es van exhaurir els exemplars d'una tirada ja reforçada en un 25%.
El 8 de gener de 2018 fonts de Grup Zeta van anunciar que tancarien la publicació juntament amb la revista Tiempo durant l'any per "les pèrdues generades per ambdues publicacions durant els últims anys".